# Liste der Naturdenkmale in Solms
Die Liste der Naturdenkmale in Solms nennt die auf dem Gebiet der Stadt Solms gelegenen Naturdenkmale. Sie sind nach dem Hessischen Gesetz über Naturschutz und Landschaftspflege (Hessisches Naturschutzgesetz – HAGBNatSchG) § 12 geschützt und bei der unteren Naturschutzbehörde des Lahn-Dill-Kreises (Abteil Umwelt, Natur und Wasser) eingetragen.
| Bild            | Bezeichnung              | Ortsteil, Lage                                     | Beschreibung       | Art | Nr. |
| --------------- | ------------------------ | -------------------------------------------------- | ------------------ | --- | --- |
| BW              | Dicker Stein Burgsolms   | Burgsolms 50° 32′ 4,9″ N, 8° 24′ 26,2″ O           | Kalkstein-Findling |     | 89  |
| Fotos hochladen | Stieleiche Albshausen    | Albshausen (Solms) 50° 32′ 23,4″ N, 8° 26′ 8,6″ O  | Einzelbaum (Eiche) |     | 1   |
| Fotos hochladen | Stieleiche Albshausen II | Albshausen (Solms) 50° 32′ 22,9″ N, 8° 26′ 7,3″ O  | Einzelbaum (Eiche) |     | 2   |
| Fotos hochladen | Traubeneiche Albshausen  | Albshausen (Solms) 50° 32′ 18,5″ N, 8° 26′ 13,2″ O | Einzelbaum (Eiche) |     | 3   |